# Municipio de Robinson (Kansas)
El municipio de Robinson (en inglés, Robinson Township) es un municipio ubicado en el condado de Brown, Kansas, Estados Unidos. Según el censo de 2020, tiene una población de 363 habitantes.

## Geografía
Está ubicado en las coordenadas 39°49′12″N 95°23′26″O / 39.82000, -95.39056. Según la Oficina del Censo de los Estados Unidos, tiene una superficie total de 116.07 km², de la cual 115.80 km² corresponden a tierra firme y 0.27 km² son agua.

## Demografía
Según el censo de 2020, hay 363 personas residiendo en la zona. La densidad de población es de 3.1 hab./km². El 88.4 % de los habitantes son blancos, el 0.3 % es afroamericano, el 1.9 % son amerindios, el 1.4 % son de otras razas y el 8.0 % son de una mezcla de razas. Del total de la población, el 2.8 % son hispanos o latinos de cualquier raza.